# Kriegs- und militärorganisatorische Gedanken und Nachrichten aus dem Auslande
Die Kriegs- und militärorganisatorische Gedanken und Nachrichten aus dem Auslande war eine militärische Fachzeitschrift, die von 1924 bis 1930 im Deutschen Reich erschien. Sie wurde vom Reichswehrministerium, Heeres-Organisationsabteilung (T2), herausgegeben. Ihr Nachfolger war die Zeitschrift Wehrgedanken des Auslandes.